# Myrmotherula sunensis
El hormiguerito del Suno o del Río Suno (en Ecuador y Perú) (Myrmotherula sunensis), también denominado hormiguerito del Churuyaco (en Colombia), es una especie de ave paseriforme de la familia Thamnophilidae perteneciente al numeroso género Myrmotherula. Es nativo de América del Sur. 

## Distribución y hábitat
Se distribuye de forma fragmentada por la pendiente oriental de los Andes del centro sur de Colombia y Ecuador, en el centro este de Perú y en el suroeste de la Amazonia brasileña.
Es poco común o raro y aparentemente local (tal vez sea apenas ignorado) en el sotobosque y estrato medio de selvas húmedas de terra firme, principalmente debajo de los 700 m de altitud. También habita, al menos localmente, en selvas estacionalmente inundables.

## Descripción
Es pequeño, mide 9 cm de longitud. El macho es casi enteramente gris oscuro con una gran mancha negra en el pecho, una mancha dorsal blanca oculta, y con las cobertoras de las alas con puntas blancas, lo que crea un efecto de punteado (no de barrado ni de franjeado). La hembra, notablemente más apagada, es de color pardo oliváceo a grisáceo por arriba y en la corona, con las puntas de las cobertoras de las alas de color canela pálido, mucho menos obvias que en el macho; por abajo, es enteramente canela pálido.

## Comportamiento
Esta especie forrajea en pareja o en pequeños grupos familiares, a una altura de 1 a 7 m del suelo y con frecuencia inspecciona hojas muertas. A menudo se junta a bandadas mixtas de alimentación del sotobosque, en común con muchos de sus congéneres.

### Alimentación
Su dieta no es muy conocida, consiste de insectos y probablemente de arañas.

### Vocalización
El canto es una serie de notas claras, de timbre alto, por ejemplo «ui-uiidy-uiidy-uiidy» o «s-uiii, s-uiii, s-uiii».

## Sistemática

### Descripción original
La especie M. sunensis fue descrita por primera vez por el ornitólogo estadounidense Frank Michler Chapman en 1925 bajo el mismo nombre científico; localidad tipo «Río Suno, Napo, Ecuador».

### Etimología
El nombre genérico femenino «Myrmotherula» es un diminutivo del género Myrmothera, del griego «murmos»: hormiga y «thēras»: cazador; significando «pequeño cazador de hormigas»; y el nombre de la especie «sunensis», se refiere al río Suno, la localidad tipo de la especie.

### Taxonomía
Las similitudes en la morfología, comportamiento y vocalizaciones, sugieren que esta especie es pariente cercano a Myrmotherula schisticolor y M. minor. Las tres generalmente son agrupadas en el llamado «complejo de hormigueritos grises», del cual también forman parte M. axillaris, M. iheringi, M. fluminensis, M. behni, M. grisea, M. unicolor, M. snowi, M. longipennis, M. urosticta y M. menetriesii, a pesar de que este grupo posiblemente no sea monofilético.

### Subespecies
Según la clasificación del Congreso Ornitológico Internacional (IOC) (Versión 7.1, 2017) y Clements Checklist v.2016, se reconocen 2 subespecies, con su correspondiente distribución geográfica:
- Myrmotherula sunensis sunensis Chapman, 1925 – centro sur de Colombia (pendiente oriental de los Andes en Meta y Putumayo) y Ecuador (Sucumbios, Napo, Pastaza); un espécimen de la  «desembocadura del río Curaray» (Perú) puede haberse originado desde Ecuador.
- Myrmotherula sunensis yessupi Bond, 1950 – centro este de Perú (Huánuco, Pasco); también en el suroeste de la Amazonia brasileña (río Juruá, pero la localidad precisa es indeterminada; probablemente también en el río Javarí).